# Campylorhynchus albobrunneus
Campylorhynchus albobrunneus là một loài chim trong họ Họ Tiêu liêu.